# Associazione Sportiva Roma 2013-2014
Questa voce raccoglie le informazioni riguardanti l'Associazione Sportiva Roma nelle competizioni ufficiali della stagione 2013-2014.

## Stagione

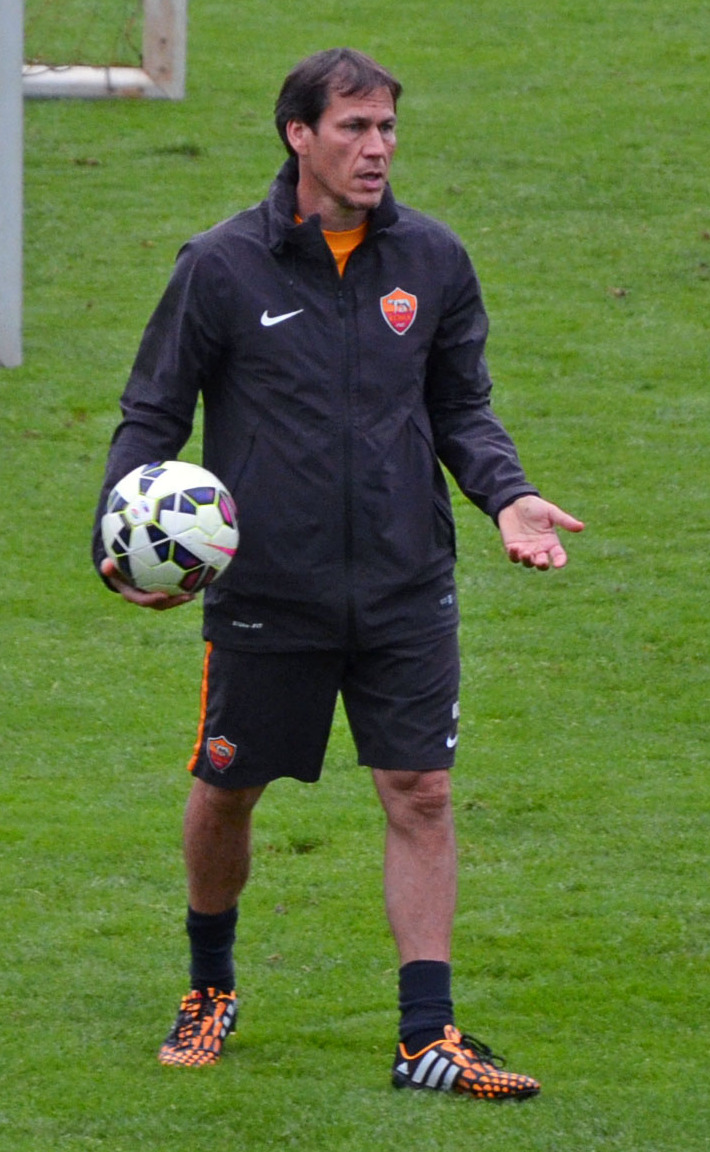
Il nuovo tecnico Rudi Garcia riporta entusiasmo in un ambiente giallorosso che veniva da alcun stagioni incolori: pur senza mettere trofei in bacheca, a fine stagione la Roma toccherà gli 85 punti in classifica, primato societario.

Per l'81ª presenza in massima serie una Roma libera da impegni europei, dopo la fallimentare stagione precedente, scommette sul tecnico francese Rudi Garcia (prelevato dal Lilla). La campagna acquisti vede arrivare giocatori di esperienza internazionale come Maicon, Strootman e Gervinho, e altri sottratti alle dirette rivali per i principali obiettivi stagionali, quali De Sanctis, Benatia e Ljajić; in uscita si registrano, oltre all’addio di Perrotta, le cessioni di Lamela, Osvaldo, López, Marquinhos, Stekelenburg e Tachtsidīs, mentre non vengono riscattati Piris e Goicoechea. In entrata, inoltre, c’è il ritorno di Borriello dopo il prestito al Genoa. Vengono infine aggregati alla prima squadra i "Primavera" Ricci e Mazzitelli.
Il campionato inizia con un filotto di 10 vittorie consecutive a dimostrazione del grande impatto della campagna acquisti estiva, ma soprattutto dell’abilità del tecnico francese di trasmettere ai giocatori la sua idea di calcio, e degli stessi giocatori di metterla in pratica. Tra le varie è da segnalare la vittoria contro la Lazio alla quarta giornata, quella contro l’Inter alla settima e quella contro il Napoli all’ottava. Viene così superato il precedente primato (9) che aveva stabilito dalla Juventus nell'edizione 2005-2006: gli stessi bianconeri, così come il Napoli, in questa fase sono distanziati di 5 punti dalla capolista. Proprio nella sfida contro gli azzurri, la squadra perde due importanti pedine del proprio scacchiere: la prima è il numero dieci Totti, vittima di un infortunio alla coscia; la seconda è Gervinho che riporta un trauma contusivo al quadricipite della coscia destra. Condizionata da tali infortuni, nel mese di novembre la squadra incappa in quattro pareggi consecutivi; ad approfittare di questa frenata sarà la Juventus, la quale all’inizio di dicembre si ritrova di 3 punti sopra i giallorossi.
Nello stesso mese la squadra capitolina, recuperati Totti e Gervinho oltreché il lungodegente Destro, riesce a recuperare punti grazie soprattutto ai successi contro Fiorentina e Catania. Lo scontro diretto di Torino, giocato al penultimo turno di andata, premia tuttavia gli uomini di Antonio Conte che vincono per 3-0. Nuovamente di fronte nei quarti della coppa nazionale, qui sono invece i capitolini a prevalere: in seguito l'undici di Garcia verrà fermato in semifinale dal Napoli, al quale cederanno poi anche in campionato.
Nel frattempo a gennaio, giocatori come Bradley, Caprari e Burdisso, fuori ormai dai piani del tecnico francese, vengono ceduti; sono lasciati partire in prestito Marquinhos e Borriello, mentre altri come Taddei, Torosidīs e Romagnoli, dopo una prima parte di stagione da comprimari, vengono pienamente reinseriti nel progetto. In entrata, la squadra viene invece rafforzata con gli arrivi in prestito di Nainggolan, Bastos e Tolói. Privato a sinistra della spinta di entrambi i terzini, nel mese di febbraio, il tecnico abbandona il 4-3-3 per passare al 4-2-3-1.
Dopo un febbraio caratterizzato da fortune alterne, nei primi di marzo la squadra si ritrova in piena emergenza a centrocampo: infatti, De Rossi rimedia, a seguito di un pugno rifilato all'interista Icardi, tre giornate di squalifica; una settimana dopo Strootman, a seguito di un contrasto col napoletano Džemaili, riporta la rottura del legamento crociato anteriore del ginocchio sinistro. Garcia è costretto a reinventare la squadra, tornando al 4-3-3 d'inizio stagione. La compagine capitolina, giovata da questo cambiamento, non ritarda a ingranare come dimostra la striscia di 9 vittorie consecutive che la porteranno alla quota finale di 85 punti, record societario: dall'edizione 2008-2009 del campionato, neppure le squadre scudettate avevano totalizzato tale punteggio. Tra le varie, è da segnalare la vittoria del 19 aprile sul campo della Fiorentina, grazie al gol di Nainggolan, con cui la Roma si assicura la partecipazione alla UEFA Champions League 2014-2015. Il 4 maggio 2014, invece, la Roma perde contro un Catania prossimo alla retrocessione: la sconfitta consegna anticipatamente il titolo alla Juventus che una settimana più tardi, a giochi già decisi, all'Olimpico batterà platonicamente i giallorossi con rete dell'ex Osvaldo.

## Divise e sponsor
In questa stagione la Roma non presenta uno sponsor tecnico: nel novembre 2012 il club aveva infatti rescisso anticipatamente il suo precedente accordo con Basic Net (che vestiva la squadra attraverso il marchio Kappa). Nell'impossibilità di siglare in tempi brevi un nuovo contratto di fornitura per la stagione 2013-2014, la Roma sceglie di disputare l'annata con divise unbranded formalmente realizzate da Ares (azienda collegata ad Asics).
Similmente non è presente un jersey sponsor, sostituito per gran parte della stagione dal logo della fondazione benefica Roma Cares; per la sola sfida di campionato del 16 dicembre 2013 contro il Milan, al suo posto viene sfoggiato il logo Telethon, mentre per le ultime due partite di Serie A, l'11 e 18 maggio 2014 rispettivamente contro Juventus e Genoa, Roma Cares viene sostituito da un canonico sponsor, Sky Sport HD.
| Casa | Trasferta | Terza divisa |

La prima maglia, presentata l'11 luglio 2013, è rosso porpora con bordi e colletto (a polo) con due fasce giallo oro, pantaloncini bianchi e calzettoni anch'essi porpora con una doppia fascia orizzontale gialla. Quella da trasferta, bianca, comprende sul colletto e nei bordi delle maniche decorazioni giallorosse, pantaloncini completamente bianchi e calzettoni, anch'essi candidi, con una fascia orizzontale giallorossa. La terza divisa è stata scelta dai tifosi grazie a una votazione effettuata nel sito ufficiale del club: è completamente nera, fatta eccezione per alcuni dettagli del colletto a polo giallorossi.
Tre sono le divise per i portieri mostrate: una nera, una grigia e una rossa; le prime due presentano decorazioni giallorosse alle estremità, la terza è la medesima divisa usata dagli altri giocatori nelle partite casalinghe, con i pantaloncini colore rosso scuro invece che bianchi, la quarta è la divisa away degli altri giocatori.
|  | 1ª Portiere | 2ª Portiere | 3ª Portiere | 4ª Portiere |

## Organigramma societario
Di seguito l'organigramma societario.
Area direttiva
- Presidente: James Pallotta
- Vice Presidenti: Roberto Cappelli, Joseph Tacopina
- Comitato esecutivo: Paolo Fiorentino, James Pallotta, Italo Zanzi
- Amministratore delegato: Italo Zanzi
- Direttore generale: Mauro Baldissoni
- Direttore sportivo: Walter Sabatini

Area tecnica
- Allenatore: Rudi Garcia
- Allenatore in seconda: Frederic Bompard
- Collaboratori tecnici: Claude Fichaux e Aurelio Andreazzoli
- Preparatori atletici: Luigi Febbrari e Vito Scala
- Preparatore portieri: Guido Nanni
- Recupero infortunati: Francesco Chinnici, Manrico Ferrari, Luca Franceschi
- Team manager: Salvatore Scaglia
- Video analyst: Simone Beccaccioli

Area sanitaria
- Coordinatore staff medico: Michele Gemignani
- Responsabile sanitario: Francesco Colautti
- Medico sociale: Alessandro Fioretti
- Osteopata: Maurizio Brecevich
- Fisioterapisti: Alessandro Cardini, Marco Esposito, Marco Ferrelli, Valerio Flammini e Damiano Stefanini

## Rosa
Di seguito la rosa.
| N. |                                 | Ruolo | Calciatore                       |
| -- | ------------------------------- | ----- | -------------------------------- |
| 1  | Romania (bandiera)              | P     | Bogdan Lobonț                    |
| 2  | Brasile (bandiera)              | D     | Rafael Tolói                     |
| 3  | Brasile (bandiera)              | D     | Dodô                             |
| 4  | Stati Uniti (bandiera)          | C     | Michael Bradley                  |
| 5  | Brasile (bandiera)              | D     | Leandro Castán                   |
| 6  | Paesi Bassi (bandiera)          | C     | Kevin Strootman                  |
| 7  | Brasile (bandiera)              | C     | Marquinho                        |
| 8  | Argentina (bandiera)            | A     | Erik Lamela                      |
| 8  | Serbia (bandiera)               | A     | Adem Ljajić                      |
| 10 | Italia (bandiera)               | A     | Francesco Totti (capitano)       |
| 11 | Brasile (bandiera)              | C     | Rodrigo Taddei                   |
| 12 | Brasile (bandiera)              | P     | Júlio Sérgio                     |
| 13 | Brasile (bandiera)              | D     | Maicon                           |
| 15 | Bosnia ed Erzegovina (bandiera) | C     | Miralem Pjanić                   |
| 16 | Italia (bandiera)               | C     | Daniele De Rossi (vice capitano) |
| 17 | Marocco (bandiera)              | D     | Mehdi Benatia                    |
| 18 | Italia (bandiera)               | A     | Gianluca Caprari                 |
| 20 | Brasile (bandiera)              | C     | Michel Bastos                    |
| 20 | Costa d'Avorio (bandiera)       | A     | Gadji Tallo                      |
| 22 | Italia (bandiera)               | A     | Mattia Destro                    |
| 24 | Italia (bandiera)               | C     | Alessandro Florenzi              |
| 26 | Italia (bandiera)               | P     | Morgan De Sanctis                |

| N. |                           | Ruolo | Calciatore           |
| -- | ------------------------- | ----- | -------------------- |
| 27 | Costa d'Avorio (bandiera) | A     | Gervinho             |
| 28 | Polonia (bandiera)        | P     | Łukasz Skorupski     |
| 29 | Argentina (bandiera)      | D     | Nicolás Burdisso     |
| 33 | Croazia (bandiera)        | D     | Tin Jedvaj           |
| 35 | Grecia (bandiera)         | D     | Vasilīs Torosidīs    |
| 42 | Italia (bandiera)         | D     | Federico Balzaretti  |
| 44 | Belgio (bandiera)         | C     | Radja Nainggolan     |
| 46 | Italia (bandiera)         | D     | Alessio Romagnoli    |
| 50 | Italia (bandiera)         | C     | Matteo Adamo         |
| 51 | Italia (bandiera)         | P     | Francesco Proietti   |
| 77 | Italia (bandiera)         | C     | Jacopo Ferri         |
| 88 | Italia (bandiera)         | A     | Marco Borriello      |
| 91 | Romania (bandiera)        | D     | Deian Boldor         |
| 92 | Romania (bandiera)        | D     | Mihai Bălașa         |
| 93 | Italia (bandiera)         | C     | Lorenzo Pellegrini   |
| 94 | Italia (bandiera)         | A     | Federico Ricci       |
| 95 | Italia (bandiera)         | C     | Luca Mazzitelli      |
| 96 | Italia (bandiera)         | A     | Francesco Di Mariano |
| 97 | Italia (bandiera)         | C     | Simone Battaglia     |
| 98 | Italia (bandiera)         | D     | Vladut Marin         |
| 99 | Svezia (bandiera)         | A     | Valmir Berisha       |

## Calciomercato
Di seguito il calciomercato.

### Sessione estiva(dall'1/7 al 2/9)
| Acquisti | Acquisti          | Acquisti        | Acquisti                                              |
| R.       | Nome              | da              | Modalità                                              |
| -------- | ----------------- | --------------- | ----------------------------------------------------- |
| P        | Morgan De Sanctis | Napoli          | definitivo (0,5 milioni €)                            |
| P        | Łukasz Skorupski  | Górnik Zabrze   | definitivo (0,89 milioni €)                           |
| D        | Mehdi Benatia     | Udinese         | definitivo (13,5 milioni €)                           |
| D        | Tin Jedvaj        | Dinamo Zagabria | definitivo (5 milioni €)                              |
| D        | Maicon            | Manchester City | svincolato                                            |
| C        | Federico Viviani  | Padova          | fine prestito                                         |
| C        | Kevin Strootman   | PSV             | definitivo (16,5 milioni €) con bonus (3,5 milioni €) |
| A        | Gervinho          | Arsenal         | definitivo (8 milioni €) con bonus (1,75 milioni €)   |
| A        | Adem Ljajić       | Fiorentina      | definitivo (11 milioni €) con bonus (4 milioni €)     |

| Cessioni         | Cessioni              | Cessioni            | Cessioni                                          |
| R.               | Nome                  | da                  | Modalità                                          |
| ---------------- | --------------------- | ------------------- | ------------------------------------------------- |
| P                | Mauro Goicoechea      | Danubio             | fine prestito                                     |
| P                | Maarten Stekelenburg  | Fulham              | definitivo (5,6 milioni €)                        |
| P                | Tomas Švedkauskas     | Paganese            | prestito                                          |
| D                | Alessandro Crescenzi  | Ajaccio             | prestito                                          |
| D                | José Ángel Valdés     | Real Sociedad       | definitivo                                        |
| D                | Marquinhos            | Paris Saint-Germain | definitivo (31,4 milioni €)                       |
| D                | Iván Piris            | Dep. Maldonado      | fine prestito                                     |
| D                | Loïc Nego             | Újpest              | definitivo                                        |
| C                | Federico Viviani      | Pescara             | prestito                                          |
| C                | Panagiōtīs Tachtsidīs | Genoa               | definitivo (3 milioni €)                          |
| C                | Matteo Brighi         | Torino              | definitivo                                        |
| C                | Simone Perrotta       | -                   | ritiro                                            |
| C                | Valerio Verre         | Udinese             | compartecipazione (2,5 milioni €)                 |
| A                | Bojan Krkić           | Barcellona          | definitivo (13 milioni €)                         |
| A                | Giammario Piscitella  | Pescara             | compartecipazione (1,5 milioni €)                 |
| A                | Erik Lamela           | Tottenham           | definitivo (30 milioni €) e bonus (5 milioni €)   |
| A                | Nico Lopez            | Udinese             | compartecipazione (1 milione €)                   |
| A                | Pablo Osvaldo         | Southampton         | definitivo (15,1 milioni €) e bonus (2 milioni €) |
| A                | Gadji Tallo           | Ajaccio             | prestito                                          |
| Altre operazioni |                       |                     |                                                   |
| R.               | Nome                  | da                  | Modalità                                          |
| D                | Simone Petricciuolo   | Savoia              | prestito                                          |

### Sessione invernale(dal 3/1 al 31/1)
| Acquisti         | Acquisti             | Acquisti      | Acquisti |
| R.               | Nome                 | da            | Modalità |
| ---------------- | -------------------- | ------------- | --- |
| D                | Rafael Tolói         | San Paolo     | prestito oneroso (0,5 milioni €) e acquisizione a titolo definitivo per la stagione successiva (5,5 milioni €) |
| C                | Michel Bastos        | Al-Ain        | prestito oneroso (1,1 milioni €) e acquisizione a titolo definitivo per la stagione successiva (3,5 milioni €) |
| C                | Radja Nainggolan     | Cagliari      | prestito oneroso (3 milioni €) e compartecipazione per la stagione successiva (6 milioni €)                    |
| P                | Tomas Švedkauskas    | Paganese      | risoluzione anticipata del prestito                                                                            |
| D                | Alessandro Crescenzi | Ajaccio       | risoluzione anticipata del prestito                                                                            |
| C                | Federico Viviani     | Pescara       | risoluzione anticipata del prestito                                                                            |
| A                | Giammario Piscitella | Pescara       | riscatto compartecipazione (1,5 milioni €)                                                                     |
| Altre operazioni |                      |               | |
| R.               | Nome                 | da            | Modalità |
| D                | Paolo Frascatore     | Pescara       | rientro prestito                                                                                               |
| D                | Petar Golubović      | OFK Belgrado  | definitivo (1 milione € + 0,5 bonus)                                                                           |
| D                | Nicolae Marin        | Juventus      | prestito |
| C                | Frencis Obeng        | Santarcangelo | definitivo |
| C                | Alberto Tibolla      | Chievo        | prestito |
| A                | Alexis Ferrante      | L’Aquila      | rientro prestito                                                                                               |
| A                | Tomáš Vestenický     | Nitra         | prestito |
| A                | Valmir Berisha       | Halmstad      | definitivo |

| Cessioni         | Cessioni             | Cessioni     | Cessioni                          |
| R.               | Nome                 | a            | Modalità                          |
| ---------------- | -------------------- | ------------ | --------------------------------- |
| P                | Júlio Sérgio         | -            | rescissione contratto             |
| P                | Tomas Švedkauskas    | Pescara      | prestito                          |
| D                | Nicolás Burdisso     | Genoa        | definitivo                        |
| D                | Alessandro Crescenzi | Novara       | prestito                          |
| C                | Michael Bradley      | Toronto FC   | definitivo (7,35 milioni €)       |
| C                | Marquinho            | Verona       | prestito                          |
| C                | Federico Viviani     | Latina       | prestito                          |
| A                | Marco Borriello      | West Ham Utd | prestito oneroso (0,7 milioni €)  |
| A                | Gianluca Caprari     | Pescara      | compartecipazione (1,5 milioni €) |
| Altre operazioni |                      |              |                                   |
| R.               | Nome                 | a            | Modalità                          |
| D                | Paolo Frascatore     | Reggina      | prestito                          |
| A                | Alexis Ferrante      | Lumezzane    | prestito                          |
| D                | Petar Golubović      | Novara       | prestito                          |

## Risultati

### Serie A

#### Girone di andata
| Arbitro: | Massa (Imperia) |

|  |           |                           |
|  | Marcatori | 65’ De Rossi 67’ Florenzi |

| Arbitro: | Giacomelli (Trieste) |

|                                             |           |  |
| Cacciatore 56’ (aut.) Pjanić 59’ Ljajić 66’ | Marcatori |  |

| Arbitro: | Guida (Torre Annunziata) |

|              |           |                                             |
| Biabiany 39’ | Marcatori | 47’ Florenzi 70’ Totti 85’ (rig.) Strootman |

| Arbitro: | Rocchi (Firenze) |

|                                    |           |  |
| Balzaretti 63’ Ljajić 90+4’ (rig.) | Marcatori |  |

| Arbitro: | Calvarese (Teramo) |

|  |           |                          |
|  | Marcatori | 65’ Benatia 88’ Gervinho |

| Arbitro: | Russo (Nola) |

|                                                      |           |  |
| Florenzi 8’ Gervinho 17’, 62’ Benatia 25’ Ljajić 85’ | Marcatori |  |

| Arbitro: | Tagliavento (Terni) |

|  |           |                                    |
|  | Marcatori | 18’, 40’ (rig.) Totti 44’ Florenzi |

| Arbitro: | Orsato (Schio) |

|                          |           |  |
| Pjanić 45+4’, 71’ (rig.) | Marcatori |  |

| Arbitro: | Bergonzi (Genova) |

|  |           |             |
|  | Marcatori | 82’ Bradley |

| Arbitro: | Sebastiano Peruzzo (Schio) |

|               |           |  |
| Borriello 67’ | Marcatori |  |

| Arbitro: | Banti (Livorno) |

|           |           |               |
| Cerci 63’ | Marcatori | 28’ Strootman |

| Arbitro: | Giacomelli (Trieste) |

|                   |           |               |
| Longhi 19’ (aut.) | Marcatori | 90+4’ Berardi |

| Roma 25 novembre 2013, ore 20:45 CET 13ª giornata | Roma        | 0 – 0 referto | Cagliari | Stadio Olimpico (38.823 spett.)\| Arbitro: \| Celi (Bari) \| |
| Arbitro:                                          | Celi (Bari) |               |          |                                                              |

| Arbitro: | Damato (Barletta) |

|            |           |               |
| Brivio 51’ | Marcatori | 90’ Strootman |

| Arbitro: | Orsato (Schio) |

|                      |           |            |
| Maicon 7’ Destro 67’ | Marcatori | 29’ Vargas |

| Arbitro: | Rocchi (Firenze) |

|                        |           |                                 |
| Zapata 29’ Muntari 77’ | Marcatori | 13’ Destro 51’ (rig.) Strootman |

| Arbitro: | Gervasoni (Mantova) |

|                                          |           |  |
| Benatia 18’, 59’ Destro 55’ Gervinho 80’ | Marcatori |  |

| Arbitro: | Rizzoli (Bologna) |

|                                          |           |  |
| Vidal 17’ Bonucci 48’ Vucinic 77’ (rig.) | Marcatori |  |

| Arbitro: | Calvarese (Teramo) |

|                                               |           |  |
| Florenzi 25’ Totti 30’ Maicon 43’ Benatia 52’ | Marcatori |  |

#### Girone di ritorno
| Arbitro: | Russo (Nola) |

|                                    |           |  |
| Destro 6’ Strootman 36’ Ljajic 78’ | Marcatori |  |

| Arbitro: | Mazzoleni (Bergamo) |

|                  |           |                                            |
| Hallfreðsson 49’ | Marcatori | 45+1’ Ljajic 60’ Gervinho 82’ (rig.) Totti |

| Arbitro: | De Marco (Chiavari) |

|                                              |           |                         |
| Gervinho 12’ Totti 16’ Pjanic 49’ Taddei 82’ | Marcatori | 15’ Acquah 90’ Biabiany |

| Roma 9 febbraio 2014, ore 15:00 CET 23ª giornata | Lazio          | 0 – 0 referto | Roma | Stadio Olimpico (49.236 spett.)\| Arbitro: \| Orsato (Schio) \| |
| Arbitro:                                         | Orsato (Schio) |               |      |                                                                 |

| Arbitro: | Celi (Bari) |

|                            |           |  |
| Destro 44’, 57’ Pjanić 53’ | Marcatori |  |

| Arbitro: | Massa (Imperia) |

|  |           |                |
|  | Marcatori | 37’ Nainggolan |

| Roma 1º marzo 2014, ore 20:45 CET 26ª giornata | Roma              | 0 – 0 referto | Inter | Stadio Olimpico (37.464 spett.)\| Arbitro: \| Bergonzi (Genova) \| |
| Arbitro:                                       | Bergonzi (Genova) |               |       |                                                                    |

| Arbitro: | Rocchi (Firenze) |

|              |           |  |
| Callejón 81’ | Marcatori |  |

| Arbitro: | Tagliavento (Terni) |

|                                    |           |                     |
| Totti 22’ Destro 30’ Torosidis 69’ | Marcatori | 51’ Pinzi 80’ Basta |

| Arbitro: | Mazzoleni (Bergamo) |

|  |           |                         |
|  | Marcatori | 17’ Gervinho 42’ Destro |

| Arbitro: | Bergonzi (Genova) |

|                           |           |              |
| Destro 41’ Florenzi 90+1’ | Marcatori | 52’ Immobile |

| Arbitro: | Rizzoli (Bologna) |

|  |           |                         |
|  | Marcatori | 16’ Destro 90+6’ Bastos |

| Arbitro: | Massa (Imperia) |

|                    |           |                      |
| Pinilla 89’ (rig.) | Marcatori | 32’, 56’, 73’ Destro |

| Arbitro: | Guida (Torre Annunziata) |

|                                    |           |                |
| Taddei 13’ Ljajic 44’ Gervinho 63’ | Marcatori | 78’ Migliaccio |

| Arbitro: | Mazzoleni (Bergamo) |

|  |           |                |
|  | Marcatori | 44’ Nainggolan |

| Arbitro: | Tagliavento (Terni) |

|                         |           |  |
| Pjanić 43’ Gervinho 65’ | Marcatori |  |

| Arbitro: | Banti (Livorno) |

|                                            |           |           |
| Izco 26’, 34’ Bergessio 55’ Barrientos 79’ | Marcatori | 37’ Totti |

| Arbitro: | Russo (Nola) |

|  |           |               |
|  | Marcatori | 90+4’ Osvaldo |

| Arbitro: | Irrati (Pistoia) |

|                 |           |  |
| Fetfatzidis 83’ | Marcatori |  |

### Coppa Italia

#### Fase finale
| Arbitro: | Tommasi (Bassano del Grappa) |

|              |           |  |
| Torosidis 6’ | Marcatori |  |

| Arbitro: | Tagliavento (Terni) |

|              |           |  |
| Gervinho 79’ | Marcatori |  |

| Arbitro: | Bergonzi (Genova) |

|                                 |           |                                   |
| Gervinho 13’, 88’ Strootman 32’ | Marcatori | 47’ (aut.) De Sanctis 70’ Mertens |

| Arbitro: | Rocchi (Firenze) |

|                                       |           |  |
| Callejón 33’ Higuaín 48’ Jorginho 51’ | Marcatori |  |

## Statistiche

### Statistiche di squadra
Di seguito le statistiche di squadra aggiornate al 18 maggio 2014.
| Competizione | Punti | In casa | In casa | In casa | In casa | In casa | In casa | In trasferta | In trasferta | In trasferta | In trasferta | In trasferta | In trasferta | Totale | Totale | Totale | Totale | Totale | Totale | D.R. |
| Competizione | Punti | G       | V       | N       | P       | Gf      | Gs      | G            | V            | N            | P            | Gf           | Gs           | G      | V      | N      | P      | Gf     | Gs     | D.R. |
| ------------ | ----- | ------- | ------- | ------- | ------- | ------- | ------- | ------------ | ------------ | ------------ | ------------ | ------------ | ------------ | ------ | ------ | ------ | ------ | ------ | ------ | ---- |
| Serie A      | 85    | 19      | 15      | 3       | 1       | 44      | 9       | 19           | 11           | 4            | 4            | 28           | 16           | 38     | 26     | 7      | 5      | 72     | 25     | +47  |
| Coppa Italia | -     | 3       | 3       | 0       | 0       | 5       | 2       | 1            | 0            | 0            | 1            | 0            | 3            | 4      | 3      | 0      | 1      | 5      | 5      | 0    |
| Totale       | -     | 22      | 18      | 3       | 1       | 49      | 11      | 20           | 11           | 4            | 5            | 28           | 19           | 42     | 29     | 7      | 6      | 77     | 30     | +47  |

### Andamento in campionato
| Giornata  | 1 | 2 | 3 | 4 | 5 | 6 | 7 | 8 | 9 | 10 | 11 | 12 | 13 | 14 | 15 | 16 | 17 | 18 | 19 | 20 | 21 | 22 | 23 | 24 | 25 | 26 | 27 | 28 | 29 | 30 | 31 | 32 | 33 | 34 | 35 | 36 | 37 | 38 |
| --------- | - | - | - | - | - | - | - | - | - | -- | -- | -- | -- | -- | -- | -- | -- | -- | -- | -- | -- | -- | -- | -- | -- | -- | -- | -- | -- | -- | -- | -- | -- | -- | -- | -- | -- | -- |
| Luogo     | T | C | T | C | T | C | T | C | T | C  | T  | C  | C  | T  | C  | T  | C  | T  | C  | C  | T  | C  | T  | C  | T  | C  | T  | C  | T  | C  | T  | T  | C  | T  | C  | T  | C  | T  |
| Risultato | V | V | V | V | V | V | V | V | V | V  | N  | N  | N  | N  | V  | N  | V  | P  | V  | V  | V  | V  | N  | V  | V  | N  | P  | V  | V  | V  | V  | V  | V  | V  | V  | P  | P  | P  |
| Posizione | 1 | 1 | 1 | 1 | 1 | 1 | 1 | 1 | 1 | 1  | 1  | 1  | 2  | 2  | 2  | 2  | 2  | 2  | 2  | 2  | 2  | 2  | 2  | 2  | 2  | 2  | 2  | 2  | 2  | 2  | 2  | 2  | 2  | 2  | 2  | 2  | 2  | 2  |

Fonte:  Serie A – Classifiche, su sport.sky.it, Sky Sport. URL consultato il 7 settembre 2013 (archiviato dall'url originale l'11 settembre 2014).
Legenda:

Luogo: C = Casa; T = Trasferta. Risultato: V = Vittoria; N = Pareggio; P = Sconfitta.

### Statistiche dei giocatori
Sono in corsivo i calciatori che hanno lasciato la società a stagione in corso. Tra parentesi le autoreti.
| Giocatore     | Serie A  | Serie A | Serie A     | Serie A    | Coppa Italia | Coppa Italia | Coppa Italia | Coppa Italia | Totale   | Totale | Totale      | Totale     |
| Giocatore     | Presenze | Reti    | Ammonizioni | Espulsioni | Presenze     | Reti         | Ammonizioni  | Espulsioni   | Presenze | Reti   | Ammonizioni | Espulsioni |
| ------------- | -------- | ------- | ----------- | ---------- | ------------ | ------------ | ------------ | ------------ | -------- | ------ | ----------- | ---------- |
| M. Adamo      | 0        | 0       | 0           | 0          | 0            | 0            | 0            | 0            | 0        | 0      | 0           | 0          |
| A. Balasa     | 0        | 0       | 0           | 0          | 0            | 0            | 0            | 0            | 0        | 0      | 0           | 0          |
| F. Balzaretti | 11       | 1       | 3           | 1          | 0            | 0            | 0            | 0            | 11       | 1      | 3           | 1          |
| M. Bastos     | 16       | 1       | 1           | 0          | 1            | 0            | 0            | 0            | 17       | 1      | 1           | 0          |
| S. Battaglia  | 0        | 0       | 0           | 0          | 0            | 0            | 0            | 0            | 0        | 0      | 0           | 0          |
| M. Benatia    | 33       | 5       | 8           | 0          | 4            | 0            | 1            | 0            | 37       | 5      | 9           | 0          |
| V. Berisha    | 0        | 0       | 0           | 0          | 0            | 0            | 0            | 0            | 0        | 0      | 0           | 0          |
| D. Boldor     | 0        | 0       | 0           | 0          | 0            | 0            | 0            | 0            | 0        | 0      | 0           | 0          |
| M. Borriello  | 11       | 1       | 2           | 0          | 0            | 0            | 0            | 0            | 11       | 1      | 2           | 0          |
| M. Bradley    | 11       | 1       | 2           | 0          | 0            | 0            | 0            | 0            | 11       | 1      | 2           | 0          |
| N. Burdisso   | 5        | 0       | 0           | 0          | 1            | 0            | 0            | 0            | 6        | 0      | 0           | 0          |
| G. Caprari    | 1        | 0       | 0           | 0          | 0            | 0            | 0            | 0            | 1        | 0      | 0           | 0          |
| L. Castán     | 36       | 0       | 7           | 1          | 4            | 1            | 1            | 0            | 40       | 1      | 8           | 1          |
| D. De Rossi   | 32       | 1       | 4           | 1          | 4            | 0            | 0            | 0            | 36       | 1      | 4           | 1          |
| M. De Sanctis | 36       | -22     | 2           | 0          | 3            | -5 (1)       | 0            | 0            | 39       | -27    | 2           | 0          |
| M. Destro     | 20       | 13      | 4           | 0          | 3            | 0            | 0            | 0            | 23       | 13     | 4           | 0          |
| Dodò          | 19       | 0       | 2           | 0          | 1            | 0            | 0            | 0            | 20       | 0      | 2           | 0          |
| F. Di Mariano | 0        | 0       | 0           | 0          | 0            | 0            | 0            | 0            | 0        | 0      | 0           | 0          |
| J. Ferri      | 0        | 0       | 0           | 0          | 0            | 0            | 0            | 0            | 0        | 0      | 0           | 0          |
| A. Florenzi   | 37       | 7       | 4           | 0          | 4            | 0            | 1            | 0            | 41       | 7      | 5           | 0          |
| Gervinho      | 33       | 9       | 2           | 0          | 4            | 3            | 0            | 0            | 37       | 12     | 2           | 0          |
| T. Jedvaj     | 2        | 0       | 1           | 0          | 0            | 0            | 0            | 0            | 2        | 0      | 1           | 0          |
| Julio Sergio  | 0        | 0       | 0           | 0          | 0            | 0            | 0            | 0            | 0        | 0      | 0           | 0          |
| A. Ljajić     | 27       | 6       | 5           | 0          | 4            | 0            | 1            | 0            | 31       | 6      | 6           | 0          |
| B. Lobont     | 0        | 0       | 0           | 0          | 0            | 0            | 0            | 0            | 0        | 0      | 0           | 0          |
| Maicon        | 28       | 2       | 6           | 1          | 3            | 0            | 0            | 0            | 31       | 2      | 6           | 1          |
| V. Marin      | 0        | 0       | 0           | 0          | 0            | 0            | 0            | 0            | 0        | 0      | 0           | 0          |
| Marquinho     | 11       | 0       | 1           | 0          | 0            | 0            | 0            | 0            | 11       | 0      | 1           | 0          |
| L. Mazzitelli | 1        | 0       | 0           | 0          | 0            | 0            | 0            | 0            | 1        | 0      | 0           | 0          |
| R. Nainggolan | 18       | 2       | 5           | 0          | 3            | 0            | 1            | 0            | 21       | 2      | 6           | 0          |
| L. Pellegrini | 0        | 0       | 0           | 0          | 0            | 0            | 0            | 0            | 0        | 0      | 0           | 0          |
| M. Pjanić     | 34       | 6       | 7           | 1          | 3            | 0            | 0            | 0            | 37       | 6      | 7           | 1          |
| F. Proietti   | 0        | 0       | 0           | 0          | 0            | 0            | 0            | 0            | 0        | 0      | 0           | 0          |
| F. Ricci      | 4        | 0       | 0           | 0          | 0            | 0            | 0            | 0            | 4        | 0      | 0           | 0          |
| A. Romagnoli  | 12       | 0       | 4           | 0          | 0            | 0            | 0            | 0            | 12       | 0      | 4           | 0          |
| L. Skorupski  | 2        | -2      | 0           | 0          | 1            | 0            | 0            | 0            | 3        | -2     | 0           | 0          |
| K. Strootman  | 23       | 5       | 6           | 0          | 4            | 1            | 1            | 1            | 27       | 6      | 7           | 1          |
| R. Taddei     | 19       | 2       | 3           | 0          | 1            | 0            | 0            | 0            | 20       | 2      | 3           | 0          |
| R. Toloi      | 5        | 0       | 1           | 0          | 0            | 0            | 0            | 0            | 5        | 0      | 1           | 0          |
| V. Torosidis  | 18       | 1       | 1           | 0          | 4            | 1            | 1            | 0            | 22       | 2      | 2           | 0          |
| F. Totti      | 26       | 8       | 3           | 0          | 3            | 0            | 0            | 0            | 29       | 8      | 3           | 0          |

## Giovanili

### Organigramma societario[69]
Responsabile Settore Giovanile: B. Conti
Primavera
Allenatore: A. De Rossi
Allievi Nazionali 1996
Allenatore: S. Tovalieri
Giovanissimi Nazionali 1998
Allenatore: F. Coppitelli
Esordienti 2001
Allenatore: A. Mattei
Pulcini 2002
Allenatore: P. Donadio
Pulcini 2003
Allenatore: R. Rinaudo

### Piazzamenti

#### Primavera
- Campionato: Quarti.[70]
- Coppa Italia: Ottavi.[71]
- Torneo di Viareggio: Fase a gironi.[72]
- Giovanissimi Nazionali: Vincitore.